# Palazzo Zuccarino
Il Palazzo Zuccarino è un edificio storico di Genova, situato in via Anton Maria Maragliano al civico 2.
Dal 1998 l'edificio è sottoposto a vincolo di tutela da parte della soprintendenza.

## Storia

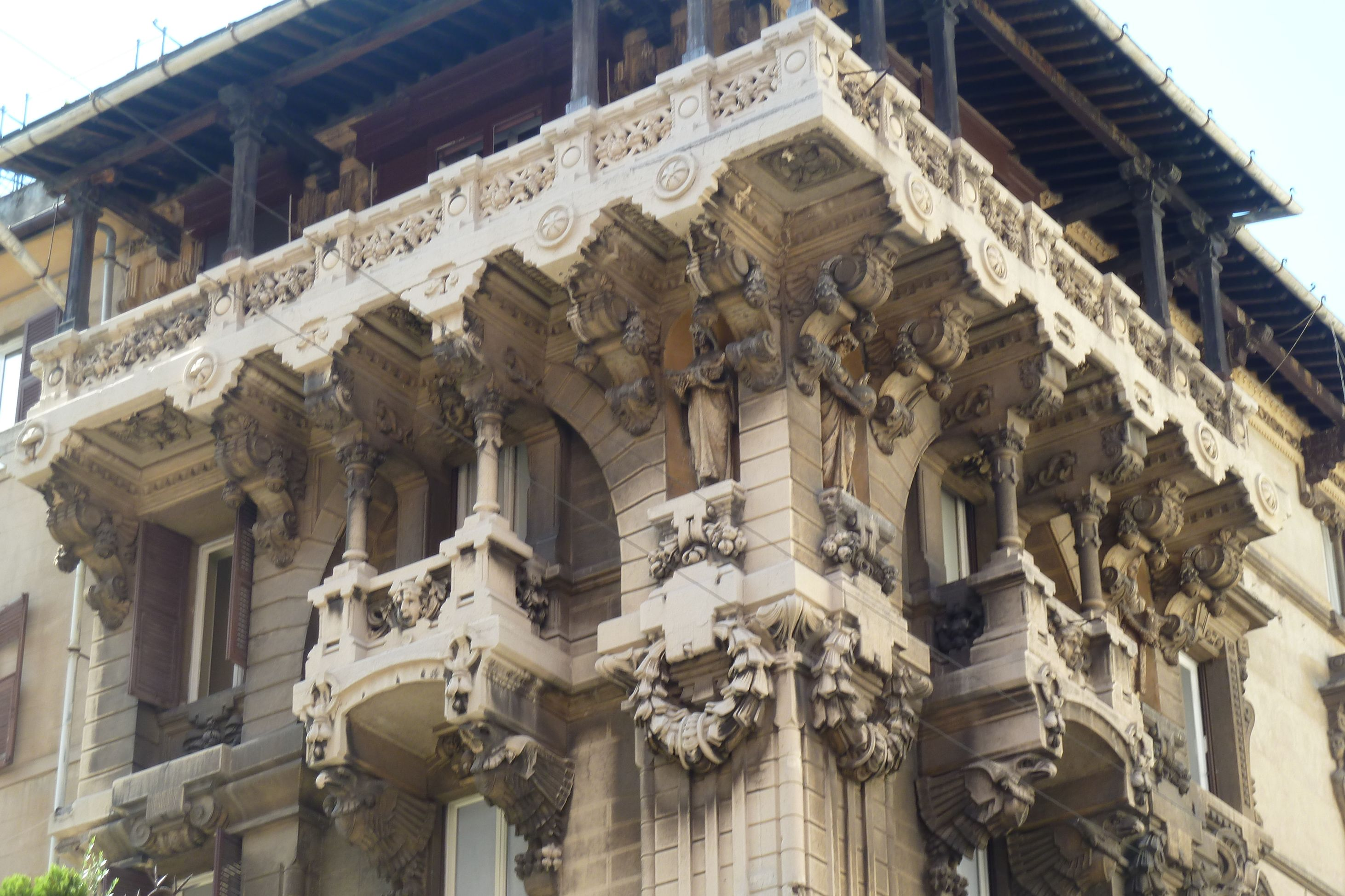
Particolare dei dettagliatissimi decori a bugnato

L'edificio, progettato dal celebre architetto Gino Coppedè, fu realizzato tra il 1906 e il 1907.
Durante le fasi di progettazione l'ingegnere relatore sottolineò la necessità di apportare cambiamenti e ritocchi nella decorazione della facciata: questa, infatti, presentava sporgenze tanto forti da dover richiedere una speciale autorizzazione supplementare.

## Descrizione
L'edificio si sviluppa su quattro livelli più un attico e un piano ammezzato.
Le decorazioni pittoriche sono opera dell'architetto e pittore Enzo Bifoli, a quel tempo impiegato nello studio Coppedè.